# 加拿大人类和动物健康科学中心
加拿大人類和動物健康科學中心（英語：Canadian Science Centre for Human and Animal Health，CSCHAH）是位於加拿大曼尼托巴省省會溫尼伯的傳染病實驗中心，由加拿大聯邦政府管轄。其於1992年開始動工，1997年完工。
加拿大人類和動物健康科學中心是兩個實驗室之所在地：加拿大公共衛生局所轄之加拿大國家微生物實驗室以及加拿大食品檢驗局所轄之國家外國動物疾病中心。
該中心是加拿大唯一的生物安全防護等級四級之實驗室，也是世界上第一間具備檢驗人類和動物傳染病病原體等級四級之實驗室。